# Caryedon cyprus
Caryedon cyprus is een keversoort uit de familie bladkevers (Chrysomelidae). De wetenschappelijke naam van de soort werd in 2004 gepubliceerd door Johnson, Southgate & Delobele.